# Elimia annettae
Elimia annettae är en snäckart som beskrevs av Goodrich 1941. Elimia annettae ingår i släktet Elimia och familjen Pleuroceridae. IUCN kategoriserar arten globalt som akut hotad. Inga underarter finns listade i Catalogue of Life.

## Bildgalleri

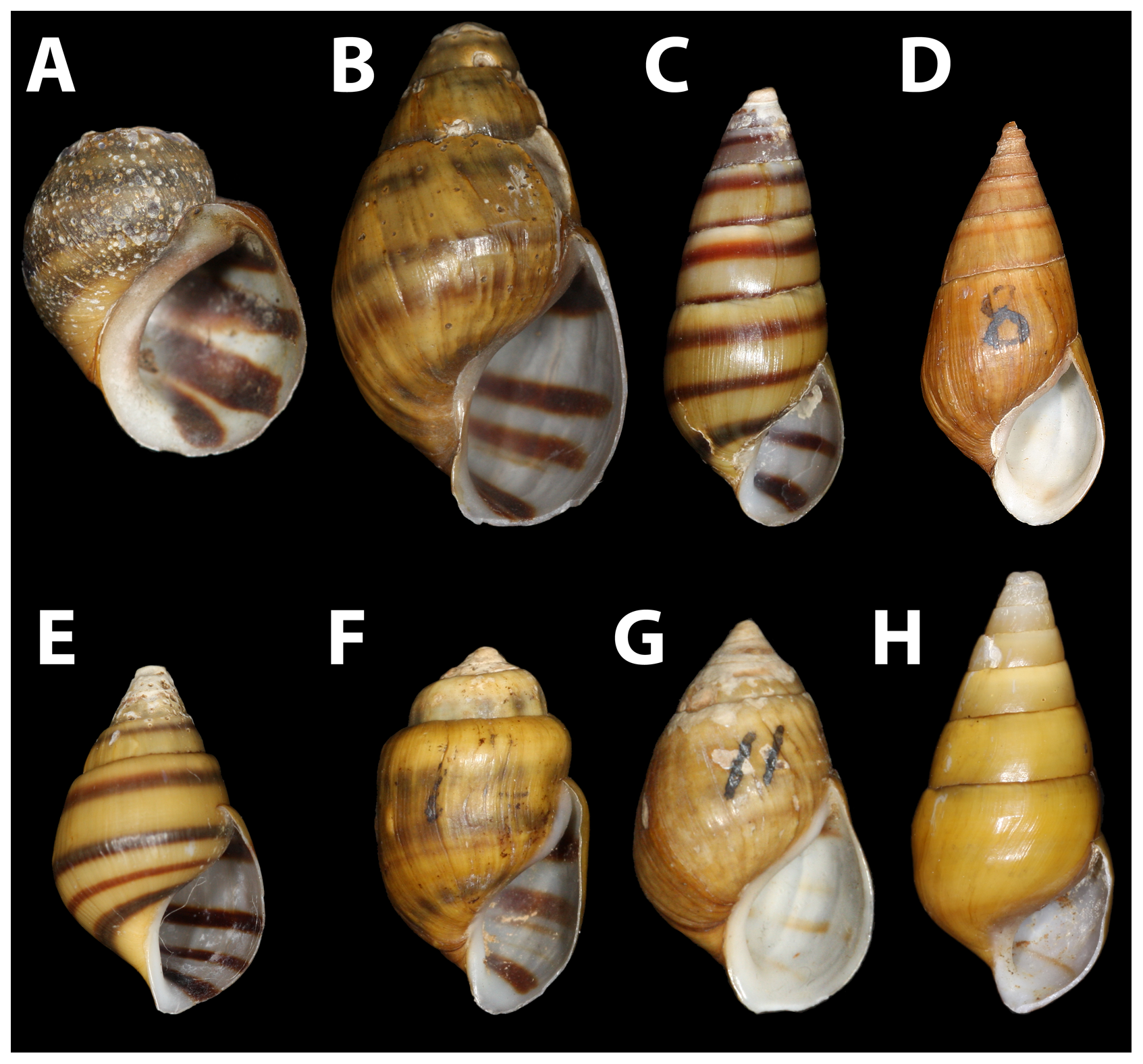